# Gerrit Blaauw
Gerrit Anne "Gerry" Blaauw (el 17 de julio de 1924 - 21 de marzo de 2018) es un científico informático holandés que se le conoce como uno de los diseñadores principales de la línea de computadores IBM System/360, junto con Fred Brooks, Gen Amdahl, y otros.

## Biografía
Nacido en La Haya, Holanda, Blaauw recibió su BA en la Universidad Técnica de Deft en 1946. En 1947, Blaauw ganó una beca exclusiva financiada por Director Ejecutivo de IBM Thomas J. Watson. Después de un año en la Universidad de Lafayette en Pensilvania, Blaauw estudió luego en la Universidad de Harvard. Recibió su Maestría en Artes en 1949 y su Doctorado (PhD) en 1952 bajo la supervisión de Howard Aiken, inventor del ordenador electromecánico Harvard Mark I. En Harvard trabajó en el diseño de los computadores Mark III y Mark IV. Blaauw conoció a Fred Brooks mientras trabajó para IBM y sus visitas a Harvard, donde Fred Brooks era entonces un estudiante de posgrado.
Después de que se graduó en 1952, Blaauw regresó al Holanda donde trabajó en el Centro Matemático diseñando el segundo Computador ARRA. En 1955 regresó a los Estados Unidos para trabajar en los laboratorios del Poughkeepsie de IBM donde trabajó con Brooks en varios proyectos:
- Fue un diseñador del proyecto IBM 7030 STRETCH.
- Trabajó en la fallida serie IBM 8000, en particular diseñó el sistema de paginación del IBM 8106 entre los años 1960 y 1961.[2]
- Fue un ingeniero clave en el proyecto IBM System/360, anunciado en 1964. Entre otras contribuciones, Blaauw logró un caso exitoso usando una arquitectura de 8-bits (opuestos los 6-bits).

Blaauw también diseñó un revolucionario sistema de traducción de direcciones, se le conoció como «la caja Blaauw», el cual se eliminó del diseño original System/360, pero era más tarde se utilizó en la propuesta de IBM para el Project MAC en el MIT. Posteriormente el hardware Dynamic Address Translation (DAT) con un diseño un poco diferente se incorporó al computador IBM System/360-67. Cuando se implementó en el Modelo 67, el hardware DAT permitía la implementación de algunos sistemas de paginación con memoria virtual – quizás el primero en ser comercializado. El Modelo 67 era utilizado en aplicaciones comerciales en 1968. El primerizo Ordenador de Atlas de Ferranti era una plataforma de paginación para búsquedas, pero le faltó algo de rendimiento como el thrashing. La traducción de memoria virtual fue similar a aquellas del S/360-67 donde posteriormente se incluyeron en el computador que le siguió, el IBM System/370.
Después de dejar IBM, Blaauw fue profesor de informática en Holanda. Se retiró en 1989 cuando profesor emérito en la Universidad de Twente. En 1982 es elegido miembro del Real Academia de Artes y Ciencias de los Países Bajos. En 1997 fue coautor del libro Computer Architecture: Concepts and Evolution con Brooks.

## Selección de publicaciones
- Blaauw, Gerrit A. Hardware requirements for the fourth generation. Fourth Generation Computers. Englewood Cliffs, NJ: Prentice-Hall (1970).
- Blaauw, Gerrit A. Digital system implementation. Prentice Hall PTR, 1976.
- Blaauw, Gerrit A., y Frederick P. Brooks Jr. Computer architecture: concepts and evolution. Editorial Addison-Wesley Longman Co., Inc., 1997.

Selección de artículos
- Brooks, Frederick P., Gerrit A. Blaauw y Wilfried Buchholz. "Processing data in bits and pieces." IRE Transactions on Electronic Computers 2 (1959): 118-124.
- Amdahl, G. M., Blaauw, G. A.; Brooks, F. P. (1964). "Architecture of the IBM System/360". IBM Journal of Research and Development. 87–101.
- Blaauw, Gerrit A. y Frederick P. Brooks Jr. "The structure of SYSTEM/360: Part I—Outline of the logical structure." IBM Systems Journal 3.2 (1964): 119-135.

Patentes
- Amdahl, Gene M., "Data processing system". Patente de Estados Unidos Número 3.400.371, 3 de septiembre de 1968.

## Para leer más
- Pugh, Emerson W., Lyle R. Johnson, John H. Palmer (1991). IBM's 360 and Early 370 Systems. Cambridge, MA y Londres: MIT Press. ISBN 0-262-16123-0. [Extensas notas con las ofertas de IBM durante este período (819 páginas). Blaauw es mencionado en numerosas páginas.]